# Sorex macrodon
Sorex macrodon is een zoogdier uit de familie van de spitsmuizen (Soricidae). De wetenschappelijke naam van de soort werd voor het eerst geldig gepubliceerd door Merriam in 1895.

## Voorkomen
De soort komt voor in Oaxaca, Puebla en Veracruz, in berggebieden op hoogten tussen de 1200 en 2900 meter.